# Pimienta
Pimienta – gmina (municipio) w północnym Hondurasie, w departamencie Cortés. W 2010 roku zamieszkana była przez ok. 25,5 tys. mieszkańców. Siedzibą administracyjną jest miasto Pimienta.

## Położenie
Gmina położona jest w środkowej części departamentu. Graniczy z 4 gminami:
- San Manuel od północnego wschodu,
- El Progreso od wschodu,
- Potrerillos od południa,
- Villanueva od zachodu i północy.

## Miejscowości
Według Narodowego Instytutu Statystycznego Hondurasu na terenie gminy położone były 2 miasteczka: Pimienta i Santiago. Dodatkowo na jej obszarze znajdowało się 16 przysiółków.

## Demografia
Według danych honduraskiego Narodowego Instytutu Statystycznego na rok 2010 struktura wiekowa i płciowa ludności w gminie przedstawiała się następująco:
| Wiek      | 0–3   | 4–6   | 7–12  | 13–17 | 18–24 | 25–64 | 65+ | razem  |
| Pimienta  | 2 844 | 2 081 | 3 864 | 2 685 | 3 263 | 9 760 | 973 | 25 469 |
| Mężczyźni | 1 463 | 997   | 1 921 | 1 303 | 1 543 | 4 555 | 420 | 12 201 |
| Kobiety   | 1 381 | 1 084 | 1 944 | 1 381 | 1 721 | 5 205 | 553 | 13 268 |